# 第29回ロサンゼルス映画批評家協会賞
第29回ロサンゼルス映画批評家協会賞は、ロサンゼルス映画批評家協会によって2003年の映画に贈られた映画賞である。

## 受賞
- 主演男優賞: 
  - ビル・マーレイ – ロスト・イン・トランスレーション

- 主演女優賞:
  - ナオミ・ワッツ – 21グラム

- アニメ映画賞: 
  - ベルヴィル・ランデブー

- 撮影賞
  - エドゥアルド・セラ - 真珠の耳飾りの少女

- 監督賞: 
  - ピーター・ジャクソン - ロード・オブ・ザ・リング/王の帰還

- ドキュメンタリー賞: 
  - フォッグ・オブ・ウォー マクナマラ元米国防長官の告白

- 作品賞:
  - アメリカン・スプレンダー

- 外国映画賞:
  - 列車に乗った男 ( フランス)

- 音楽賞: 
  - ブノワ・シャレ、マテュー・シェディッド - ベルヴィル・ランデブー

- 美術賞:
  - グラント・メイジャー - ロード・オブ・ザ・リング/王の帰還

- 脚本賞:
  - シャリ・スプリンガー・バーマン、ロバート・プルチーニ - アメリカン・スプレンダー

- 助演男優賞: 
  - ビル・ナイ - ラブ・アクチュアリー、AKA、I Capture the Castle、Lawless Heart

- 助演女優賞: 
  - ショーレ・アグダシュルー - 砂と霧の家

- 生涯功労賞: 
  - ロバート・アルトマン

- ニュー・ジェネレーション賞:
  - スカーレット・ヨハンソン